# KBO 리그 피홈런 관련 기록

## 시즌 기록

### 개인 한 시즌 최다 기록 추이
| # | 기록 | 연도   | 선수          | 소속     | 경기수 | 시즌 성적                | 주석 및 기타                                            |
| 1 | 34개 | 2009년 | 안영명        | 한화     | 26경기 | 11승 8패, 평균 자책 5.18 | * 9월 20일 문학 SK 전 선발 등판 32,33, 34호 피홈런 기록 |
| 2 | 31개 | 1999년 | 곽현희        | 해태     | 36경기 | 11승 11패, 평균 자책     |                                                         |
| 2 | 31개 | 2018년 | 신재영        | 넥센     | 26경기 | 8승 9패                  |                                                         |
| 5 | 29개 | 1992년 | 이강철        | 해태     | 33경기 | 18승 9패                 |                                                         |
| 5 | 29개 | 1999년 | 성영재        | 쌍방울   | 31경기 | 5승 16패                 |                                                         |
| 5 | 29개 | 2009년 | 김수경        | 히어로즈 |        |                          |                                                         |
| 5 | 29개 | 2015년 | 장원삼        | 삼성     | 26경기 | 10승 9패                 |                                                         |
| 5 | 29개 | 2015년 | 송창식        | 한화     | 64경기 | 8승 7패                  |                                                         |
| 9 | 28개 | 2000년 | 최상덕        | 해태     | 30경기 | 12승 9패                 |                                                         |
| 9 | 28개 | 2015년 | 차우찬        | 삼성     | 31경기 | 13승 7패                 |                                                         |
| 9 | 28개 | 2016년 | 조쉬 린드블럼 | 롯데     | 30경기 | 10승 13패                |                                                         |
| 9 | 28개 | 2018년 | 김원중        | 롯데     | 30경기 | 8승 7패                  |                                                         |
| 9 | 28개 | 2018년 | 윤성환        | 삼성     | 24경기 | 5승 9패                  |                                                         |